# Palazzo Balbi (Campomorone)
Il palazzo Balbi o palazzo Delle Piane è un edificio pubblico situato nel comune di Campomorone, in via Antonio Gavino, nella città metropolitana di Genova. Il palazzo è sede del municipio e di due musei comunali: il museo civico di paleontologia e mineralogia e il museo delle marionette.

## Storia e descrizione
La costruzione di palazzo Balbi è risalente tra il 1590 e il 1595 ad opera del marchese Costantino Pinelli. Nel territorio di Campomorone erano già presenti alcune ville dei più accreditati nobili genovesi, che qui crearono dei veri e propri traffici commerciali grazie a investimenti specie nell'entroterra.
L'edificio, a pianta irregolare e ampliato nel XVII secolo per volere di Francesco Maria Balbi, presenta al piano terreno ambienti a volta mentre un ampio scalone permette di raggiungere il piano nobile dello stabile.
Nel XVII secolo divenne proprietà del marchese Giacomo Antonio Balbi che nel 1777 fece costruire un altro edificio, chiamato localmente Cabanun, dove nel piano inferiore accoglieva fontane e piccole grotte.
Nel palazzo soggiornò il pontefice Pio VII nel 1815 dove dalla finestra più elevata impartì la benedizione alla popolazione; l'evento è testimoniato in una lapide murata all'ingresso posta nel 1923. Ceduta dal Balbi fu acquistata dalla famiglia Spinola e in seguito dal nativo nobile Luigi delle Piane ed in seguito, nel 1942, lo stabile fu convertito in casa di soggiorno per anziani.
Dal 1861, dopo l'acquisto da parte del Comune di Campomorone, è diventato sede del municipio cittadino. Prima di quella data la sede del palazzo comunale si trovava a Larvego. Poco distante da esso, in località Paxu, una sorta di tribunale celebrava i processi civili e penali.